# آخرین شکارچی جادوگر
آخرین شکارچی جادوگر (به انگلیسی: The Last Witch Hunter) یک فیلم اکشن و فانتزی تاریک آمریکایی به کارگردانی برک آیسنر است. در این فیلم بازیگرانی همچون وین دیزل در نقش یک شکارچی جادوگر نامیرا، رز لزلی، الیجاه وود و مایکل کین ایفای نقش می‌کنند. آخرین شکارچی جادوگر در تاریخ ۲۳ اکتبر ۲۰۱۵ توسط سامیت اینترتینمنت اکران شد.

## داستان
داستان مربوط به زمان بسیار گذشته‌است زمانی که عده ای از مردان یک قبیله بعد از اینکه جادوگر تمامی خانه، خانواده و زندگیشان را نابود کرده تصمیم به نابودی آن می‌گیرند در این بین کولدر (وین دیزل) که بعد از مرگ همسر و دخترش دیگر چیزی برایش اهمیتی ندارد و فقط به مرگ جادو گر فکر می‌کند با او رو به رو شده و سعی میکند شمشیر آتشین خود را در قلب جادوگر فرو کند(تنها راه کشتن جادوگر نابودی قلبش به وسیله فلز و آتش است) اما جادوگر در هنگام مرگ خود او را که دیگر دلیلی برای زنده ماندن ندارد محکوم به جاودانگی می کند و بین کولدر در طی قرن های آینده به شکار جادوگران باقی مانده می پردازد...

## بازیگران
وین دیزل در نقش کولدر
رز لزلی در نقش کلویی
الیجاه وود در نقش دولان ۳۷ام
مایکل کین در نقش دولان ۳۶ام